# Třída Lejtěnant Šesťakov
Třída Lejtěnant Šesťakov byla třída torpédoborců ruského carského námořnictva. Celkem byly postaveny čtyři jednotky této třídy. Všechny byly zařazeny do Černomořského loďstva. Za první světové války se jeden potopil, přičemž dva další potopily vlastní posádky, aby nepadly do německých rukou. Poslední za ruské občanské války skončil v rukou bělogvardějců, po jejich porážce byl internován v Bizertě a později byl sešrotován.

## Stavba
Celkem byly postaveny čtyři jednotky této třídy. Postavila je v letech 1905–1908 ruská loděnice Belgian Works v Nikolajevu.
Jednotky třídy Lejtěnant Šesťakov:
| Jméno                               | Založený kýlu | Spuštěna | Vstup do služby | Status |
| ----------------------------------- | ------------- | -------- | --------------- | --- |
| Lejtěnant Šesťakov                  | 1905          | 1907     | 1908            | Dne 18. června 1918 potopen vlastní posádkou v Novorossijsku. |
| Kapitan Saken (ex Lejtěnant Puščin) | 1905          | 1907     | 1908            | V červnu 1918 byl ukořistěn Němci a přejmenován na R04. V roce 1919 byl zařazen do Bělogvardějské námořní eskadry jako Kapitan Saken. Po porážce bělogvardějců v roce 1920 byl torpédoborec internován v Bizertě. Ve 30. letech byl sešrotován. |
| Kapitan-lejtěnant Baranov           | 1905          | 1907     | 1908            | Dne 18. června 1918 potopen vlastní posádkou v Novorossijsku. |
| Lejtěnant Zacarennyj                | 1905          | 1907     | 190á            | Dne 30. června 1917 se v ústí Dunaje potopil na mině. |

## Konstrukce

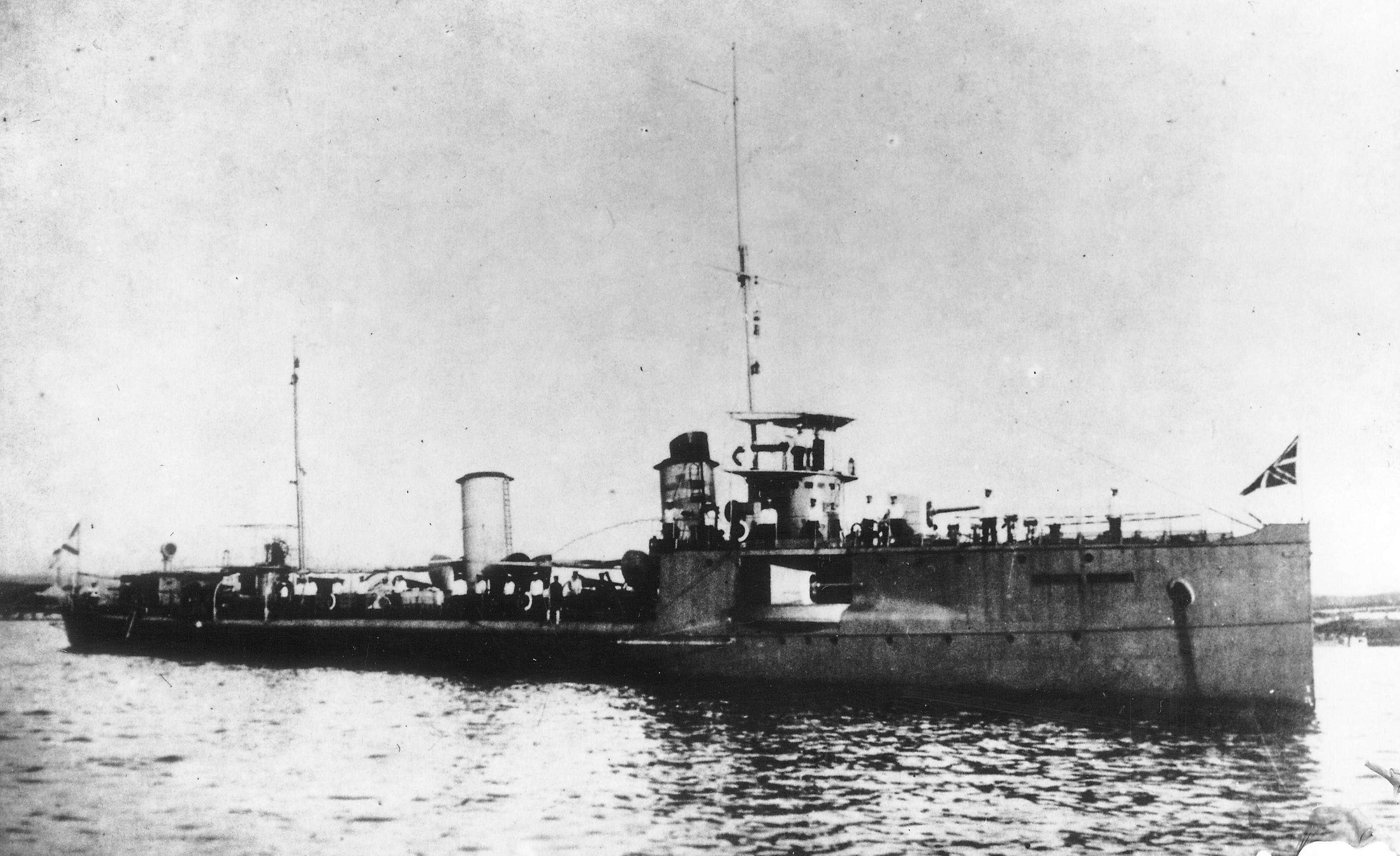
Lejtěnant Šesťakov

Výzbroj tvořil jeden 120mm kanón, pět 75mm kanónů a tři 457mm torpédomety. Pohonný systém tvořily čtyři kotle Normand a dva parní stroje o výkonu 6500 hp, pohánějících dva lodní šrouby. Nejvyšší rychlost dosahovala 25 uzlů. Dosah byl 1440–1930 námořních mil při rychlosti 12 uzlů.

### Modifikace

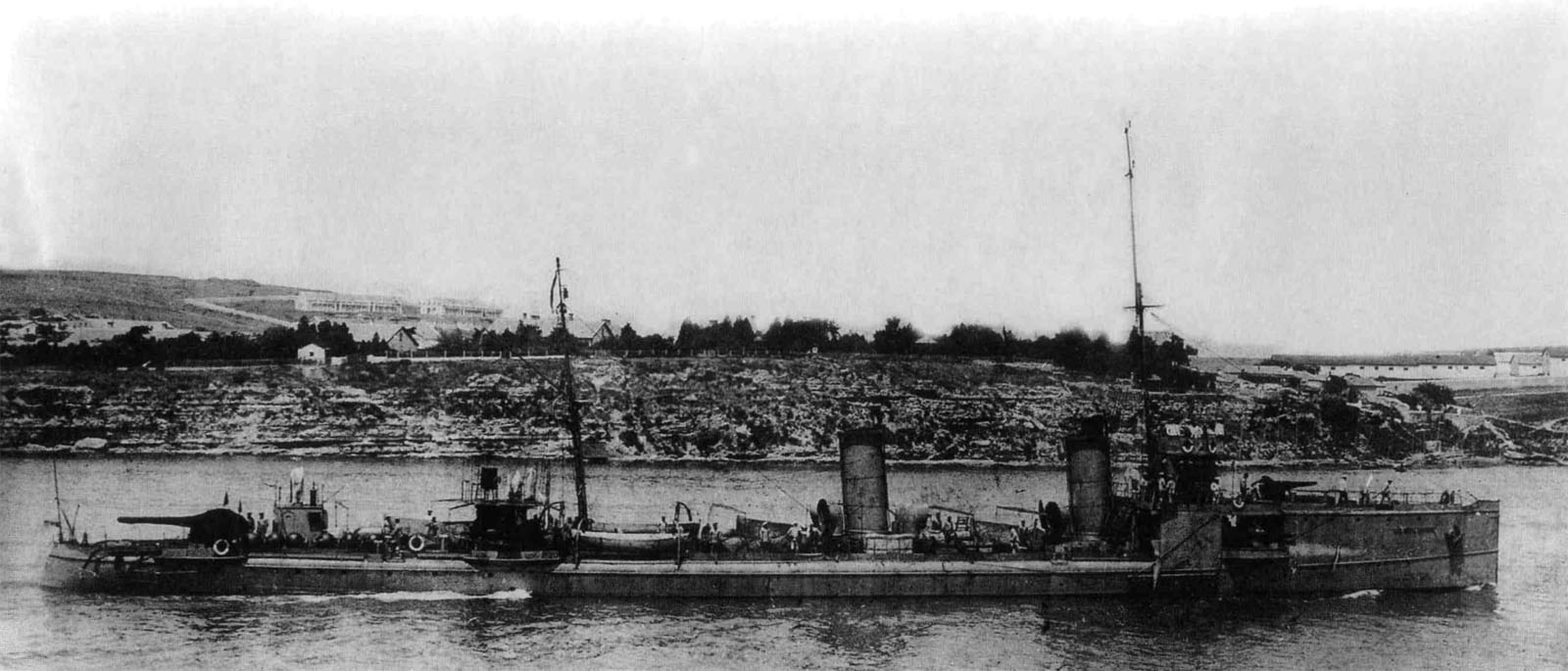
Lejtěnant Šesťakov

Během služby byl záďový 75mm kanón nahrazen 120mm kanónem, přičemž výzbroj posílily dva protiletadlové kanóny. Dále byly vybaveny pro nesení až 40 min.